# Björkskär, Östergötland
För andra betydelser, se Björkskär (olika betydelser).
Björkskär ö belägen i Gryts skärgård inom Valdemarsviks kommun i Östergötland. 
Björkskär var tidigare känt som ett betydande fiskeläge. Numera finns bara en bofast familj kvar på ön, men ett antal hus används som sommarstugor. Till skillnad från det närliggande Harstena har Björkskär inte på samma sätt utvecklats som besöksmål. Museiintendent Ernst Klein som 1927 besökte ön för Nordiska museets räkning beskrev ön som en mycket välbevarat fiskeläge med sina många kvarstående ryggåsstugor. Ännu idag finns sju av dessa ryggåsstugor bevarade.